# فريدريك ويليام
فريدريك ويليام (بالإنجليزية: Frederick Hale)‏ هو محامي وسياسي أمريكي، ولد في 7 أكتوبر 1874 في الولايات المتحدة، وتوفي في 28 سبتمبر 1963 في نفس البلد. حزبياً، نشط في الحزب الجمهوري. وقد انتخب عضو مجلس نواب مين وانتخب عضو مجلس الشيوخ الأمريكي.